# Oenanthe approximata
Oenanthe approximata är en flockblommig växtart som beskrevs av Michele Tenore. Oenanthe approximata ingår i släktet stäkror, och familjen flockblommiga växter. Inga underarter finns listade i Catalogue of Life.